# Bossut (Belgique)
Pour les articles homonymes, voir Bossut.
Bossut (en néerlandais : Bossuit) est un village de la province belge du Brabant wallon. Il se situe à Bossut-Gottechain, une commune de Grez-Doiceau. Bossut est situé à l'ouest de Bossut-Gottechain.

## Histoire
Jean Nicolas de Marotte et Jean de Marotte, seigneurs de Bossut, Josiau et Acoz, bénéficient le 6 septembre 1613 de lettres de confirmation et de ratification de noblesse données à Ratisbonne par l'empereur Matthias Ier de Habsbourg. Les lettres accordent le même statut à Vinand de Marotte, oncle des deux frères, prêtre et chanoine de Liège.
À la fin de l'ancien régime, Bossut devient une commune. En 1811, la commune est fusionnée avec sa voisine de Gottechain pour former la nouvelle commune Bossut-Gottechain.
L'endroit est mentionné comme Boschuit dans l'Algemeen Nederduitsch et Friesch Dialecticon de 1874, comme se trouvant à la frontière linguistique.

## Sites touristiques
- L'église Notre-Dame de l'Assomption